# За цялото човечество
За цялото човечество (на английски: For All Mankind) е американски телевизионен сериал за научна фантастика и алтернативна история, създаден и написан от Роналд Д. Мур, Мат Улферт и Бен Надиби, продуциран за Apple TV Plus. Поредицата представя алтернативна история, в която „какво би се случило, ако световната космическа надпревара никога не свърши“, след като Съветският съюз успява да приземи първия екипаж на Луната преди Съединените щати. Заглавието е вдъхновено от лунната плоча, оставена на Луната от екипажа на Аполо 11, която гласи отчасти „Ние дойдохме с мир за цялото човечество“.
Сериалът е с Джоел Кинаман в главната роля като астронавта на НАСА Едуард Болдуин, с Майкъл Дорман, Сара Джоунс, Шантал ВанСантен, Джуди Балфур и Рен Шмид в поддържащи роли. Поредицата включва исторически фигури, включително членовете на екипажа на Аполо 11 Нийл Армстронг, Бъз Олдрин и Майкъл Колинс, ракетният учен Вернер фон Браун и тогавашният президент Ричард Никсън. Сет Гордън режисира първите два епизода от сезон 1.
Премиерният епизод е излъчен на 1 ноември 2019 г. и е подновен от Apple TV Plus през октомври 2019 г. за втори сезон, чиято премиера е на 19 февруари 2021 г. През декември 2020 г., в подготовка за премиерата на втори сезон, сериалът е подновен за трети сезон, стартиран на 10 юни 2022 г.
Четвъртият сезон започна да се излъчва на 10 ноември 2023 г. Епизодите са пускани всяка седмица.

## Сюжет
В алтернативна времева линия съветският космонавт Алексей Леонов става първият човек, стъпил на Луната – месец преди Нийл Армстронг по време на полета на Аполо 11, след кратък период на оттегляне, НАСА решава да продължи състезанието до Луната и разширява Програмата на Аполо включва изграждането на лунна станция с включването на жени в американските космически пътувания (около дванадесет години по-рано, отколкото в реалния свят).
Във втория сезон, развиващ се през 80-те години на 20 век, конфликти, които почти се сливат в едно, се случват на Луната около лунните колонии, където и американците, и Съветите са установили постоянни станции в лунния кратер Шакълтън.
Третият сезон, който се развива през 90-те години на миналия век, е за надпреварата за първата пилотирана мисия до Марс. Добавят се нови конкуренти, особено частна космическа компания.
В четвъртия сезон, който се развива през първата половина на 2000-те, международната колония на Марс е създадена и възникват конфликти поради развиващото се двукласово общество на астронавти и учени от една страна и миньори от друга. Фокусът на сезона е астероид, който трябва да бъде уловен за добив на руда.
Променящите се политически събития, които започват с кацането на Луната, също играят роля отново и по-силно през всички сезони. Лунните нации влагат толкова повече пари в космически пътувания, че войната във Виетнам приключва пет години по-рано, отколкото в реалния свят с победата на Северен Виетнам и Съветският съюз отменя кампанията в Афганистан.
Американските президентски избори също завършват по различен начин, отколкото в действителност, а също и техническото развитие (включително мобилни телефони, електрически автомобили) се ускорява, очевидно като търговски експлоатирани странични продукти от космическите пътувания. Битката за Марс е спечелена от Северна Корея.

## В България
Част от снимките в сезон 4 са правени в София около президентството и църквата „Свети Николай“. Националният исторически музей е сградата на „Роскосмос“ във филма, като пред него е поставен паметник на Алексей Леонов.